# ستيف فابر
ستيف فابر (بالإنجليزية: Steve Faber)‏ هو كاتب سيناريو أمريكي، ولد في 1950.

## وصلات خارجية
- ستيف فابر على موقع IMDb (الإنجليزية)
- ستيف فابر على موقع ألو سيني (الفرنسية)
- ستيف فابر على موقع أول موفي (الإنجليزية)
- ستيف فابر على موقع قاعدة بيانات الأفلام السويدية (السويدية)
- ستيف فابر على موقع قاعدة بيانات الفيلم (الإنجليزية)
- ستيف فابر على موقع كينوبويسك (الروسية)